# Hyphydrus camerunensis
Hyphydrus camerunensis är en skalbaggsart som beskrevs av Olof Biström 1982. Hyphydrus camerunensis ingår i släktet Hyphydrus och familjen dykare. Inga underarter finns listade i Catalogue of Life.